# Marco Antonio Antillo
Marco Antonio Antillo (latino: Marcus Antonius; circa 46 a.C.-30 a.C.) era il figlio del triumviro Marco Antonio e della sua terza moglie Fulvia.
Il suo nome era probabilmente Marcus Antonius Minor, ma gli storici di lingua greca lo chiamano Ἅντυλλος (Antyllos), probabilmente una corruzione di Antonillus, "piccolo Antonio".

## Biografia
Era ancora bambino, quando fu promesso a Giulia maggiore, figlia di Ottaviano, allo scopo di siglare un'alleanza tra i loro due genitori. Il matrimonio, però, non si celebrò, in quanto Marco Antonio e Ottaviano iniziarono a farsi guerra. Nel 30 a.C., quindi dopo la battaglia di Azio, Marco Antonio conferì al figlio la toga virilis, in modo che Antillo potesse prenderne il posto e continuare la lotta in caso di sua morte: l'evento fu celebrato con grandi feste in tutta Alessandria. Antillo fu inviato presso Ottaviano per portare le proposte di pace del padre, assieme ad una ingente somma di denaro, ma questa venne accettata, quelle respinte.
Alla morte del triumviro, Antillo venne messo a morte per ordine di Ottaviano, l'unico dei figli di Antonio a subire questa sorte. Antillo venne infatti tradito dal suo tutore, Teodoro, il quale lo consegnò agli uomini di Ottaviano; Antillo si rifugiò presso la statua del Divo Giulio nel tempio a lui dedicato, ma Ottaviano lo strappò via e lo fece decapitare. Teodoro prese la pietra preziosa che Antillo portava al collo e se la cucì alla cintura, ma quando Ottaviano se ne accorse, lo fece processare per furto e lo fece uccidere.

## Ascendenza
|                         |   |                     | Genitori                     |  |  | Nonni |  |  | Bisnonni              |  |  | Trisnonni |  |
|                         |   |                     |                              |  |  |       |  |  | Marco Antonio Oratore |  |  | …         |  |
|                         |   |                     |                              |  |  |       |  |  | Marco Antonio Oratore |  |  | …         |  |
|                         |   | …                   |                              |  |  |       |  |  | Marco Antonio Oratore |  |  |           |  |
| Marco Antonio Cretico   |   |                     |                              |  |  |       |  |  | Marco Antonio Oratore |  |  |           |  |
|                         |   | …                   | …                            |  |  |       |  |  |                       |  |  |           |  |
|                         |   | …                   | …                            |  |  |       |  |  |                       |  |  |           |  |
|                         |   | …                   | …                            |  |  |       |  |  |                       |  |  |           |  |
| Marco Antonio           |   | …                   |                              |  |  |       |  |  |                       |  |  |           |  |
|                         |   | Lucio Giulio Cesare | Lucio Giulio Cesare Strabone |  |  |       |  |  |                       |  |  |           |  |
|                         |   | Lucio Giulio Cesare | Lucio Giulio Cesare Strabone |  |  |       |  |  |                       |  |  |           |  |
|                         |   | Lucio Giulio Cesare | Popillia                     |  |  |       |  |  |                       |  |  |           |  |
| Giulia                  |   | Lucio Giulio Cesare |                              |  |  |       |  |  |                       |  |  |           |  |
|                         |   | Fulvia              | …                            |  |  |       |  |  |                       |  |  |           |  |
|                         |   | Fulvia              | …                            |  |  |       |  |  |                       |  |  |           |  |
|                         |   | Fulvia              | …                            |  |  |       |  |  |                       |  |  |           |  |
| Marco Antonio Antillo   |   | Fulvia              |                              |  |  |       |  |  |                       |  |  |           |  |
|                         | … | …                   |                              |  |  |       |  |  |                       |  |  |           |  |
|                         | … | …                   |                              |  |  |       |  |  |                       |  |  |           |  |
|                         | … | …                   |                              |  |  |       |  |  |                       |  |  |           |  |
| Marco Fulvio Bambalione | … |                     |                              |  |  |       |  |  |                       |  |  |           |  |
|                         |   | …                   | …                            |  |  |       |  |  |                       |  |  |           |  |
|                         |   | …                   | …                            |  |  |       |  |  |                       |  |  |           |  |
|                         |   | …                   | …                            |  |  |       |  |  |                       |  |  |           |  |
| Fulvia                  |   | …                   |                              |  |  |       |  |  |                       |  |  |           |  |
|                         |   | …                   | …                            |  |  |       |  |  |                       |  |  |           |  |
|                         |   | …                   | …                            |  |  |       |  |  |                       |  |  |           |  |
|                         |   | …                   | …                            |  |  |       |  |  |                       |  |  |           |  |
| …                       |   | …                   |                              |  |  |       |  |  |                       |  |  |           |  |
|                         |   | …                   | …                            |  |  |       |  |  |                       |  |  |           |  |
|                         |   | …                   | …                            |  |  |       |  |  |                       |  |  |           |  |
|                         |   | …                   | …                            |  |  |       |  |  |                       |  |  |           |  |
|                         |   | …                   |                              |  |  |       |  |  |                       |  |  |           |  |

### Fonti primarie
- Cassio Dione, Storia romana
- Plutarco, Vita di Antonio
- Svetonio, Vita di Augusto

### Fonti secondarie
- Smith, William, "Antonius 18", Dictionary of Greek and Roman Biography and Mythology,  v. 1, p. 217 Archiviato il 19 dicembre 2005 in Internet Archive.